# Alex Higgins
Alexander Gordon Higgins (n. 18 martie 1949, Belfast, Irlanda de Nord, Regatul Unit – d. 24 iulie 2010, Belfast, Irlanda de Nord, Regatul Unit) a fost un jucător nord-irlandez de snooker, probabil cel mai popular jucător din anii '80.
Nu a fost niciodată lider mondial, dar a câștigat campionatul mondial de două ori: în 1972 și în 1982.  
Higgins a fost, de asemenea, campion mondial la dublu alături de Jimmy White în 1984 și a câștigat Cupa Mondială de trei ori cu echipa unită a Irlandei.   
A murit în 2010 în urma unui cancer la gât, acesta fiind rezultatul unei vieți dezordonate.